# 日本武道館 -2010年1月31日 FLYING JET TOUR 2009〜2010 TOUR FINAL-
日本武道館 -2010年1月31日　FLYING JET TOUR 2009〜2010 TOUR FINAL-（にっぽんぶどうかん・ニセンジュウねん・イチがつ・サンジュウイチにち・フライング・ジェット・ツアー・ニセンキュウ・ニセンジュウ・ツアー・ファイナル）は、清木場俊介の映像作品。2010年6月9日発売。

## 概要
- 2枚組。1枚目に、Rockin' the DoorからLONG MY WAYまでを収録。
- 2枚目に、アンコール・オープニング映像・ハプニング映像、さらに生きる証のPVとメイキングを収録。
- 発売日6月9日を「ロックの日」と呼んでいる。

## 収録曲

### DISC1
1. Rockin' the Door
2. 俺だけのハイウェイ
3. 愛NEED YOUR LOVE
4. Lusia
5. Hey! Mr.John 〜Are you Happy?〜
6. ハイドロップス アンド ハイタイムス
7. 有り余る愛
8. Hey Baby
9. ここに居る事を…
10. 9:36 〜キミと居た夏〜
11. あのさ〜
12. さよなら愛しい人よ…
13. 見果てぬ夢
14. 祭りの後
15. 悲しきRock'n Roll
16. 唄い人
17. LONG MY WAY

### DISC2
1. -encore-:JET
2. -encore-:人間じゃろうが!
3. -encore-:生きる証

◆特典映像
- ドキュメント、武道館・日本武道館オープニング映像 -1月30日バージョン
- ドキュメント、武道館・日本武道館オープニング映像 -1月31日バージョン
- “JET”＆MC -2010年1月11日 パシフィコ横浜公演、アンコールにおけるハプニング映像

この日は清木場の誕生日であり、観客やバンドメンバーからの誕生日のサプライズ映像である。
- “生きる証”MUSIC VIDEO
- “生きる証”MAKING MOVIE